# Jean-Baptiste Accolay
Jean-Baptiste Accolay (Bruxelles, 17 aprile 1833 – Bruges, 19 agosto 1900) è stato un compositore, violinista, direttore d'orchestra e insegnante di musica belga del periodo romantico.
La sua composizione più nota è il concertino in la minore per violino e orchestra in un solo movimento, pensato per gli studenti. Quest'opera fu scritta nel 1868.

## Biografia
Jean-Baptiste Accolay ha studiato violino al Conservatorio di musica di Bruxelles; i suoi insegnanti furono Lambert Joseph Meerts (1800–1863) e Nicolas Lambert Wéry (1789–1867). Divenne primo violino dell'orchestra del teatro di Namur e Bruges, insegnante a Tienen, successivamente si recò definitivamente a Bruges. Nel 1860 divenne insegnante di solfeggio al conservatorio di Bruges; dal 1861 al 1864 fu insegnante di violino, nel 1864 insegnante di viola, nel 1865 insegnante di quartetto d'archi e musica da camera, dal 1874 insegnante di armonia; ha ricoperto questi incarichi fino alla sua morte. Per più di 20 anni ha ricoperto il ruolo di primo violino dell'orchestra del teatro municipale e dell'orchestra musicale della Riunione.
Insieme al pianista Ernest de Brauwere e al violoncellista Jean Baptiste Rappè, nel 1865 contribuì a fondare le Séances de musique classique a Bruges.
Nel 1896 fu cofondatore e primo violino della società di concerti del conservatorio (Maatschappij der Concerten van het Conservatorium), per diversi anni leader della banda di fanfara dei Brugse Jagers-Verkenners.
Accolay sposò Barbara Françoise Sophie Hugo, i due ebbero infine diversi figli, inclusa la musicista Olivia Accolay.

## L'esistenza
Esiste la teoria per cui si pensa che Accolay fosse semplicemente uno pseudonimo assunto da Henri Vieuxtemps per le sue opere pedagogiche.

## Opere

### Concerti per violino
- Concertino n. 1 in la minore per violino e orchestra in un movimento. Allegro moderato, 1868.
- Concertino n. 2 in re minore per violino e orchestra in un movimento. Moderato.
- Concertino n. 3 in mi minore per violino e orchestra in un movimento. Allegro moderato.

### Altre opere
- Au Bord du Russeau , Idillio per violino con accompagnamento di pianoforte, Schott Frères, Bruxelles.
- Barcarolle per violino e pianoforte, Schott Frères, Bruxelles.
- Berceuse per violino con accompagnamento di pianoforte, Schott, Parigi 1868.
- Canzonetta per violino e pianoforte, 1885.
- L'Abandon , Elégie per violino con accompagnamento di pianoforte, Schott Frères, Bruxelles.
- La Taglioni Scène de Ballet per violino o flauto con accompagnamento di pianoforte, Schott Frères, Bruxelles.
- Légende écossaise per violino con accompagnamento di pianoforte, Schott Frères, Bruxelles.
- Mélodie romantique per violino o violoncello con accompagnamento di pianoforte, Schott Frères, Bruxelles 1885.
- Notturno in si maggiore per violino con accompagnamento di pianoforte, Söhne di B. Schott, Magonza 1866.
- Polonaise per violino con accompagnamento di pianoforte, Schott Frères, Bruxelles.
- Reflet du Passé, Romance per violino con accompagnamento di pianoforte, Söhne di B. Schott, Magonza, versione per violino o violoncello con accompagnamento di pianoforte, Söhne di B. Schott, Magonza, 1891.
- Rêverie Champêtre per violino con accompagnamento di pianoforte, Schott Frères, Bruxelles 1879.
- Rêverie mélancolique per violino con accompagnamento di pianoforte, Schott Frères, Bruxelles.
- Ruines et Souvenirs Ballade per violino con accompagnamento di pianoforte, Schott Frères, Bruxelles.

La sua opera più nota è il Concerto per violino n. 1 in la minore del 1868, composto da un solo movimento. È considerato un lavoro studentesco che viene utilizzato ancora oggi nelle lezioni di violino. Yehudi Menuhin lo suonò alla sua prima apparizione pubblica nel 1922, Itzhak Perlman lo registrò nell'album Concertos from my Childhood nel 1999 . Ciò che affascina particolarmente è la grande forza espressiva nonostante l'utilizzo di mezzi tecnici semplici.